# Levi P. Morton
Levi Parsons Morton (16 tháng 5 năm 1824 – 16 tháng 5 năm 1920) là Phó Tổng thống thứ 22 của Hoa Kỳ. Ông cũng từng là Đại sứ Hoa Kỳ tại Pháp, là một dân biểu từ New York, và là Thống đốc thứ 31 của New York.

## Tiểu sử
Morton sinh ra ở Shoreham, Vermont, là một trong sáu người con được sinh ra bởi Mục sư Daniel Oliver Morton (1788–1852), một mục sư giáo đoàn, và Lucretia Parsons (1789–1862) . Morton có nguồn gốc hoàn toàn là người Anh, tất cả tổ tiên là người nhập cư đến Bắc Mỹ từ Anh trong cuộc Di cư của người Thanh giáo đến New England. Tổ tiên của ông bao gồm Đại úy Nathaniel Morton của Thuộc địa Plymouth. Morton được đặt tên theo anh trai của mẹ ông là Mục sư Levi Parsons (1792–1822), một giáo sĩ cũng là nhà truyền giáo Hoa Kỳ đầu tiên đến làm việc tại Palestine. Anh trai ông,  Daniel Oliver Morton (1815–1859), từng là  Thị trưởng của Toledo, Ohio từ năm 1849 đến năm 1850. Em gái của ông, Mary Morton, kết hôn với William F. Grinnell, và là mẹ của William Morton Grinnell, người từng là Trợ lý thứ ba Sec kiểm tra lại Nhà nước trong khi Morton là Phó tổng thống.
Gia đình Morton chuyển đến Springfield, Vermont vào năm 1832, khi cha ông trở thành mục sư của nhà thờ giáo đoàn ở đó. Linh mục Morton đã đứng đầu giáo đoàn trong quá trình xây dựng nhà thờ theo phong cách phục hưng thuộc địa bằng gạch trên Phố Main. vẫn đang được sử dụng. Levi Morton được các đồng nghiệp ở Springfield coi là "người đi đầu trong mọi công việc mà các cậu học sinh thường tham gia."  : 40, 75 , 236 Gia đình Morton sau đó chuyển đến Winchendon, Massachusetts, nơi cha ông tiếp tục làm mục sư nhà thờ. Năm 1838, Levi Morton tốt nghiệp học viện ở Shoreham, Vermont. : 408

## Sự nghiệp

### Doanh nhân
Morton quyết định theo nghiệp kinh doanh vào năm 1838, ông bắt đầu làm nhân viên bán hàng cửa hàng tổng hợp tại Enfield, Massachusetts. Ông dạy trường học ở Boscawen, New Hampshire  và tham gia vào các hoạt động theo đuổi trọng thương ở Hanover, New Hampshire, sau đó chuyển đến Boston để làm việc trong lĩnh vực kinh doanh nhập khẩu của Beebe & Co.. Cuối cùng, ông định cư ở New York, nơi ông tham gia kinh doanh hàng khô với sự hợp tác của George Blake Grinnell và trở thành một nhà môi giới bông thành công. Sau đó, ông trở thành một trong những người hàng đầu của đất nước các chủ ngân hàng đầu tư vào công ty do ông thành lập, Morton, Bliss & Co., sau này được tổ chức lại thành Công ty ủy thác Morton.

### Hạ nghị sĩ

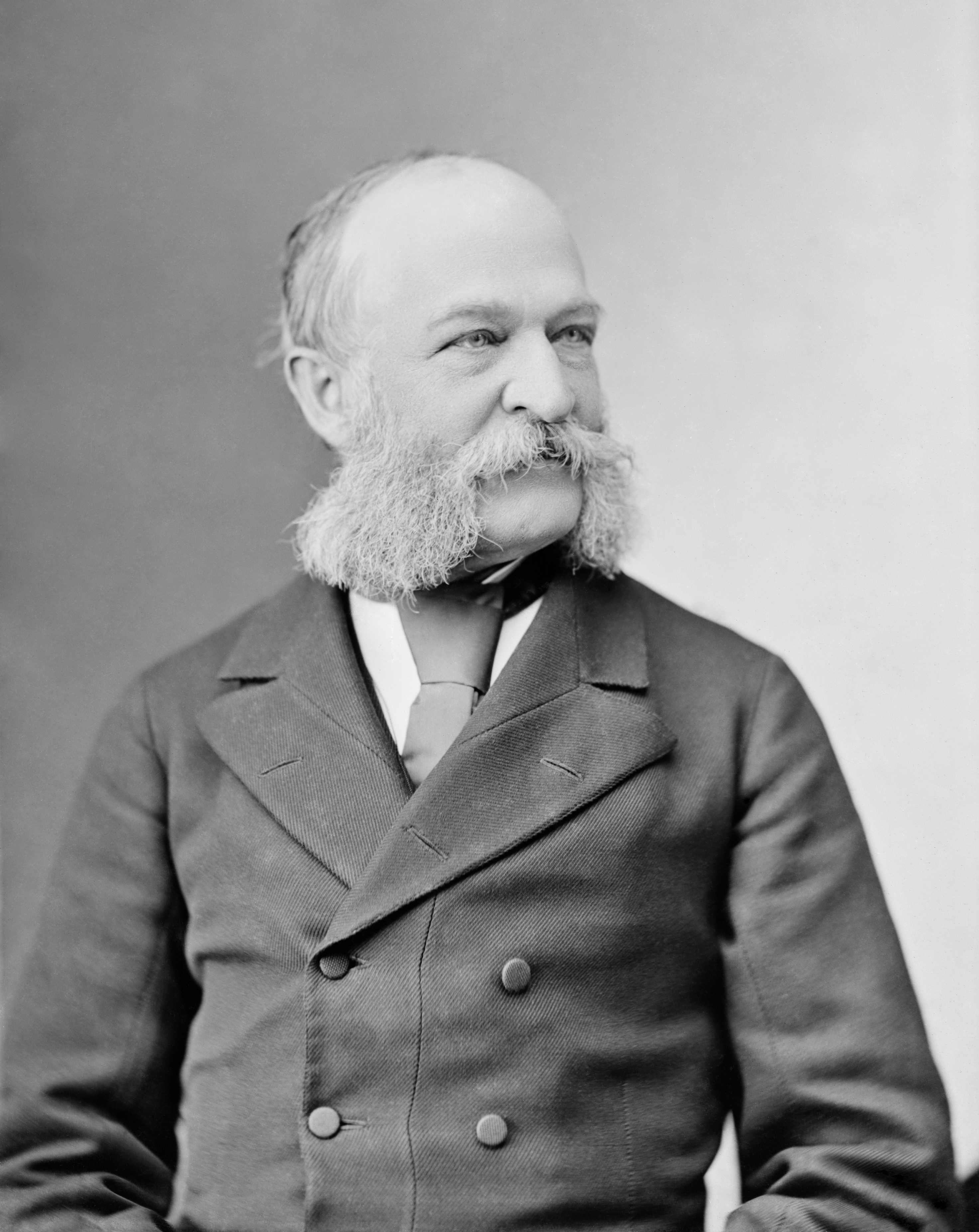
Levi P. Morton giữa 1865 và 1880

Được đồng nhất với phe Stalwart củaĐảng Cộng hòa do Roscoe Conkling lãnh đạo, vào năm 1878 Morton được bầu làm đại diện cho Manhattan trong Quốc hội thứ 46. Ông được bầu lại vào Quốc hội thứ 47 vào năm 1880 và phục vụ từ ngày 4 tháng 3 năm 1879 cho đến khi ông từ chức vào ngày 21 tháng 3 năm 1881. Trong nhiệm kỳ, ông là thành viên của Ủy ban Đối ngoại. Về vấn đề tiền tệ, vốn thống trị các cuộc thảo luận của Hoa Kỳ chính sách kinh tế trong vài thập kỷ, Morton nhất quán ủng hộ bản vị vàng.
Đại hội toàn quốc của Đảng Cộng hòa năm 1880 bị chi phối bởi phe Người lai giống những người ủng hộ James G. Blaine và Stalwart những người ủng hộ Ulysses S. Grant về đề cử tổng thống. James A. Garfield, người không liên kết với một trong hai phe, nhưng là bạn của Blaine, đã giành được đề cử  và cố gắng giành chiến thắng trước Stalwarts bằng cách đề nghị Morton làm người điều hành phó tổng thống của mình. Conkling, người đã quản lý chiến dịch của Grant , đã khuyên Morton từ chối, điều mà ông đã làm. Những người ủng hộ Garfield sau đó chuyển sang Chester A. Arthur, một đồng nghiệp của Stalwart và là bạn thân của Conkling. Conkling cũng khuyên Arthur nên từ chối, nhưng Arthur chấp nhận; Garfield và ông đã được bầu một cách sít sao trước các đối thủ đảng Dân chủ của họ.

### Đại sứ tại Pháp
Trong chiến dịch năm 1880, Morton và những người thuộc phe Stalwarts tin rằng Garfield đã cam kết bổ nhiệm Morton làm Bộ trưởng Ngân khố. Sau khi Garfield thắng, họ đã nổi giận khi Garfield tuyên bố rằng ông ta chưa bao giờ hứa như vậy. Như một sự an ủi, Garfield đề nghị Morton bổ nhiệm làm Bộ trưởng Hải quân. Morton ban đầu chấp nhận, nhưng sau đó từ chối sau khi Conkling khuyên ông từ chối.
Sau khi Morton từ chối tham gia nội các, Garfield đã bổ nhiệm ông làm đại sứ tại Pháp. Morton đã chấp nhận , và phục vụ từ năm 1881 đến năm 1885, tiếp tục tại vị sau khi Garfield qua đời và Arthur trở thành tổng thống.
Morton rất nổi tiếng ở Pháp. Ông đã giúp quan hệ thương mại giữa hai nước diễn ra suôn sẻ trong nhiệm kỳ của mình, và tại Paris vào ngày 24 tháng 10 năm 1881, ông đã đặt chiếc đinh tán đầu tiên trong việc xây dựng Tượng Nữ thần Tự do. Sau khi hoàn thành bức tượng, ông đã thay mặt Hoa Kỳ chấp nhận nó trong một buổi lễ vào ngày 4 tháng 7 năm 1884 khi ông ký một thỏa thuận với Liên minh Franco Americaine, tổ chức được thành lập ở Pháp để tài trợ cho việc tạo ra bức tượng.

### Phó tổng thống (1889–1893)

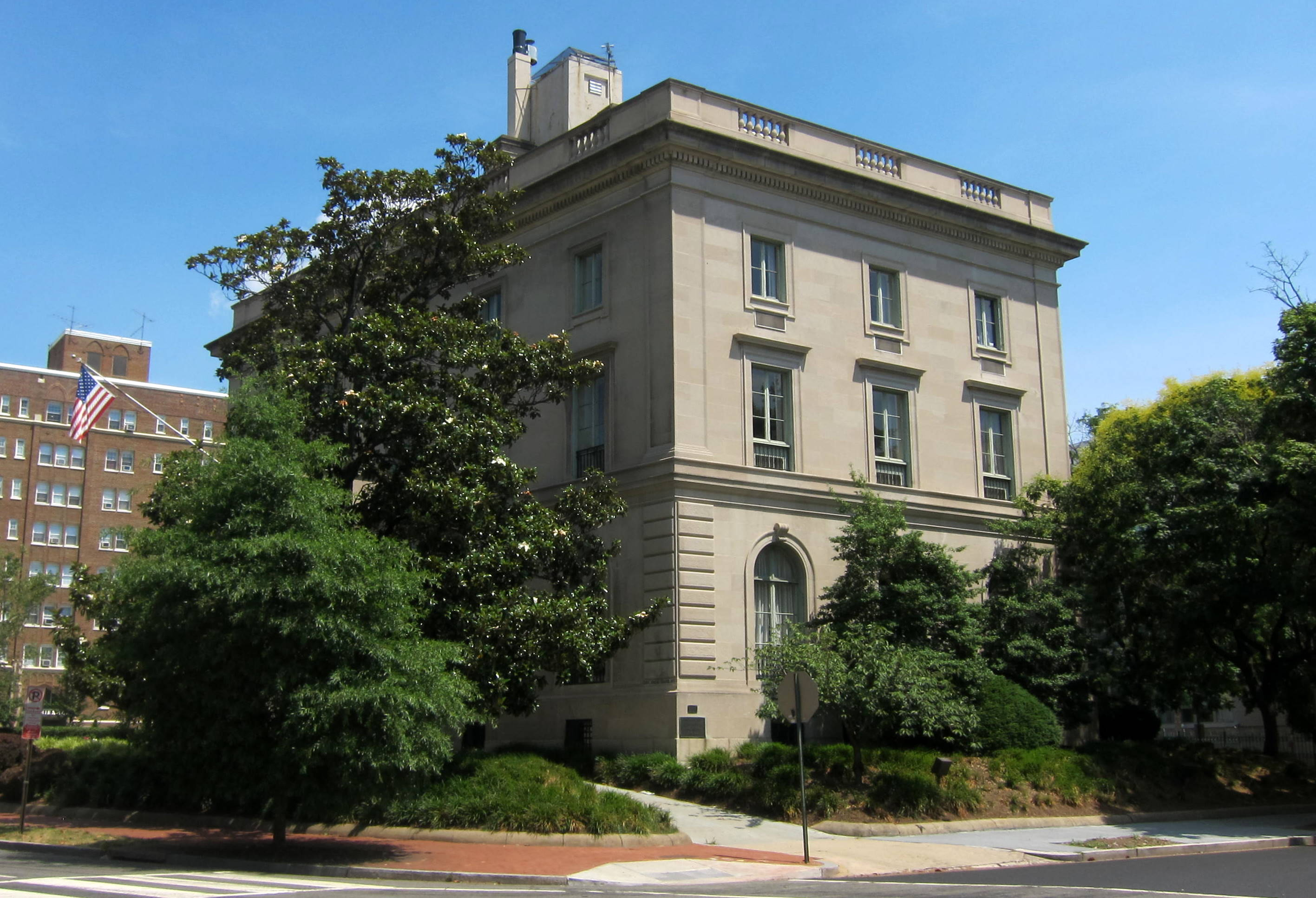
Từ năm 1889 đến năm 1895, Morton sống tại dinh thự này ở Washington, DC.

Tại Đại hội toàn quốc của Đảng Cộng hòa năm 1888, Đảng Cộng hòa đã đề cử Benjamin Harrison làm tổng thống. Đối với phó tổng thống, các đại biểu đã xem xét Morton, William Walter Phelps, William O'Connell Bradley và một số ứng cử viên khác. Sự ủng hộ của James G. Blaine đã giúp Harrison đạt được đề cử tổng thống. Trong dư âm của sự cạnh tranh giữa 2 phe Stalwart-Half Breed, Blaine ủng hộ Phelps cho vị trí phó tổng thống, nhưng phái đoàn New York, dẫn đầu bởi Thomas C. Platt đã phản đối. Mặc dù anh ta từng là đối thủ của Stalwarts, Cựu thượng nghị sĩ Warner Miller, một thành viên của Phái đoàn New York, đã đề cử Morton. Rõ ràng là Morton có đủ sự ủng hộ của đại biểu để giành chiến thắng và ông đã đạt được đề cử trong lá phiếu đầu tiên với 591 phiếu bầu đến 119 phiếu cho Phelps, 103 cho Bradley, và 11 cho Blanche K. Bruce.
Với tư cách là phó tổng thống, Morton chủ trì Thượng viện Hoa Kỳ. Ông không thân thiết với Harrison và Harrison không thường tham khảo ý kiến của ông về các vấn đề chính trị. Một sáng kiến chính của Harrison là Dự luật Lodge, cho phép sử dụng vũ lực liên bang để đảm bảo quyền bầu cử của nam giới Người Mỹ gốc Phi ở Liên minh miền Nam. Đảng Dân chủ miền Nam đã tiến hành filibuster, tin rằng dự luật sẽ khôi phục Kỷ nguyên tái thiết - giống như sự cai trị của Đảng Cộng hòa. Đảng Cộng hòa từ các bang phía Tây ủng hộ Bạc tự do tin rằng vấn đề cấp bách nhất là cần một đồng tiền tăng giá để kích thích nền kinh tế. Do đó, đảng viên Cộng hòa ủng hộ bạc tự do đã cùng đảng Dân chủ phản đối việc xem xét Dự luật Lodge.
Dự luật Lodge đạt đến tầng Thượng viện khi hòa cho phép Morton bỏ phiếu quyết định ủng hộ việc cân nhắc. Đảng Dân chủ miền Nam lại tiếp tục điều chỉnh và Morton từ chối hỗ trợ các thượng nghị sĩ Đảng Cộng hòa chấm dứt nó. Các thành viên Đảng Cộng hòa tại Thượng viện sau đó đã cố gắng thuyết phục Morton cho phép một thượng nghị sĩ Đảng Cộng hòa làm chủ tọa, nhưng Morton nhất quyết tiếp tục giữ ghế. Vào ngày 26 tháng 1 năm 1891, một nghị quyết để thay thế việc xem xét Dự luật Lodge bằng một dự luật về một chủ đề khác được thông qua với số phiếu từ 35 đến 34, và Dự luật Lodge đã không được thông qua.
Harrison đổ lỗi cho Morton về thất bại của dự luật Lodge . Tại Đại hội toàn quốc năm 1892 của Đảng Cộng hòa, Harrison được đề cử tái tranh cử nhưng các đại biểu đã thay thế Morton bằng Whitelaw Reid. Harrison và Reid tiếp tục thua cuộc bầu cử năm 1892 trước các ứng cử viên đảng Dân chủ Grover Cleveland và  Adlai E. Stevenson.

### Thống đốc New York

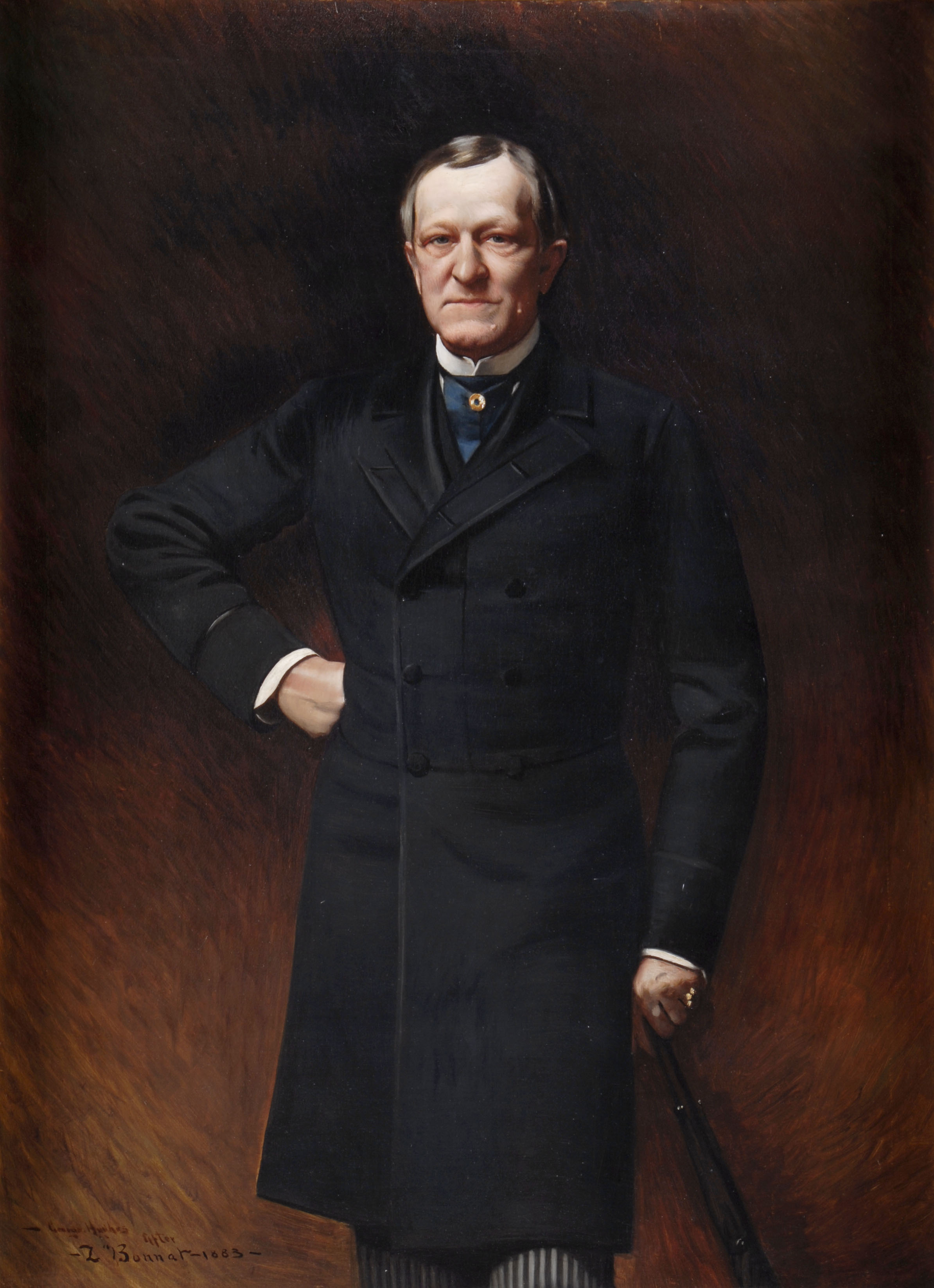
Chân dung của Levi P. Morton

Năm 1894, Morton được bầu làm thống đốc New York, đánh bại ứng cử viên Đảng Dân chủ David B. Hill và một số ứng cử viên của đảng khác. Ông phục vụ một nhiệm kỳ hai năm, ngày 1 tháng 1 năm 1895 để Ngày 31 tháng 12 năm 1896. Một sáng kiến mà Morton đã làm với tư cách thống đốc là hợp nhất một số thành phố trực thuộc khu vực thành phố New York thành khu Thành phố Greater ở New York, có hiệu lực từ Ngày 1 tháng 1 năm 1898.

## Cuối đời
Ông bị bệnh trong suốt mùa đông năm 1919-1920, cảm lạnh phát triển thành viêm phế quản và cuối cùng ông mắc bệnh viêm phổi dẫn đến chết. Ông mất ở Rhinebeck, New York, vào ngày 16 tháng 5 năm 1920, sinh nhật lần thứ 96 của ông. Sau lễ tưởng niệm tại Nhà thờ St. John the Divine, ông được an táng tại Nghĩa trang Rhinebeck. Ở tuổi 96, Morton là phó tổng thống sống lâu nhất cho đến khi John Nance Garner, người qua đời ở tuổi 98, vượt qua ông vào năm 1964 .